# 亚历山大·瓦尔沙夫斯基
亚历山大·瓦尔沙夫斯基（英语：Alexander Varshavsky，1946年11月8日—），俄裔美国生物化学家，加州理工学院教授。

## 生平
通过对酵母和高等生物的细胞培养的遗传学研究，瓦尔沙夫斯基阐明了从事多种的蛋白质降解的泛素系统的N端法则。该法则在细胞周期中起着重要的作用，在细胞的恶性转化、细胞凋亡、炎症、免疫反应的调节中都扮演了重要角色。瓦尔沙夫斯基于1999年获盖尔德纳国际奖，2000年获拉斯克基础医学研究奖，2001年获路易莎·格罗斯·霍维茨奖、沃尔夫医学奖。
从1992年至2016年，他担任加州理工学院（Caltech）生物学与生物工程学系的霍华德·斯密斯细胞生物学讲席教授，该校位于加利福尼亚州帕萨迪纳市。自2017年起，他担任加州理工学院生物学托马斯·亨特·摩根讲席教授。